# Disneyland Paris
Pour les articles homonymes, voir Disneyland (homonymie).
Ne pas confondre avec le parc Disneyland, l’une des composantes du complexe Disneyland Paris.
Disneyland Paris, anciennement Euro Disney Resort puis Disneyland Resort Paris, est un complexe touristique et urbain de 22,30 km2 (2 230 ha) situé en sa majeure partie sur les communes de Chessy et Coupvray (Seine-et-Marne), à 32 km à l'est de Paris. Le complexe touristique, ouvert en 1992, comprend deux parcs à thèmes : le parc Disneyland et le parc Walt Disney Studios, ainsi que sept hôtels et un golf, tandis que le complexe urbain intensifie le tissu du secteur IV de Marne-la-Vallée au travers de Val d'Europe Agglomération. Le site est favorisé par de nombreux transports, dont le prolongement de la ligne A du RER d'Île-de-France à l’est le 1er avril 1992 et financé par le conseil régional, des infrastructures routières comme la bretelle de liaison avec l'autoroute A4, ainsi qu'une gare TGV financée par la SNCF, Disneyland Paris et l’État et inaugurée le 29 mai 1994 qui relie le complexe aux principales villes françaises et européennes.
Le complexe est exploité par le groupe Euro Disney, coté en bourse de Paris de 1989 à 2017, date du rachat de 97,08 % des parts par la Walt Disney Company et par conséquent de son retrait de la cote. Sa directrice est Natacha Rafalski depuis le 12 décembre 2018, remplaçant Catherine Powell. En 2016, le chiffre d'affaires effectue une légère baisse, puisqu'il s'établit à 1,28 milliard d'euros, contre 1,3 milliard en 2014. Cette même année, l'ensemble du complexe compte plus de 375 millions de visites depuis son ouverture,, en 1992. Avec plus de 20 langues parlées et plus de 100 nationalités différentes, les plus de 17 000 cast members (employés) font de Disneyland Paris le premier employeur mono-site de France et le premier employeur privé de Seine-et-Marne.

## Complexe

### Désignation du complexe
Le complexe a changé de nom à plusieurs reprises selon l'évolution de perception et la stratégie marketing adoptée par ses différents dirigeants :
- Euro Disney Resort : de son ouverture le 12 avril 1992 et jusqu'en 1994. Le parc à thèmes se nomme quant à lui Euro Disneyland. Cependant, les campagnes publicitaires ne citent alors que le nom d'« Euro Disney » ;
- Disneyland Paris : à partir du 1er octobre 1994 et jusqu'à la fin de l'année 2001. L'association des noms Disneyland et Paris permet de mieux identifier et situer la destination. Durant cette période, le complexe de loisirs et son parc à thèmes partagent le même nom ;
- Disneyland Resort Paris : à partir du 1er janvier 2002 à septembre 2009. Avec l'ouverture du second parc à thèmes le 16 mars 2002, le parc Walt Disney Studios, l'ajout du terme resort permet de positionner la destination comme un lieu de séjour à part entière ; le premier parc à thèmes prend quant à lui le nom de parc Disneyland ;
- Disneyland Paris : de nouveau, depuis septembre 2009. Ce nom réapparaît cependant dès mai 2009 pour désigner le complexe, dans le rapport financier semestriel 2009[6].

## Accessibilité

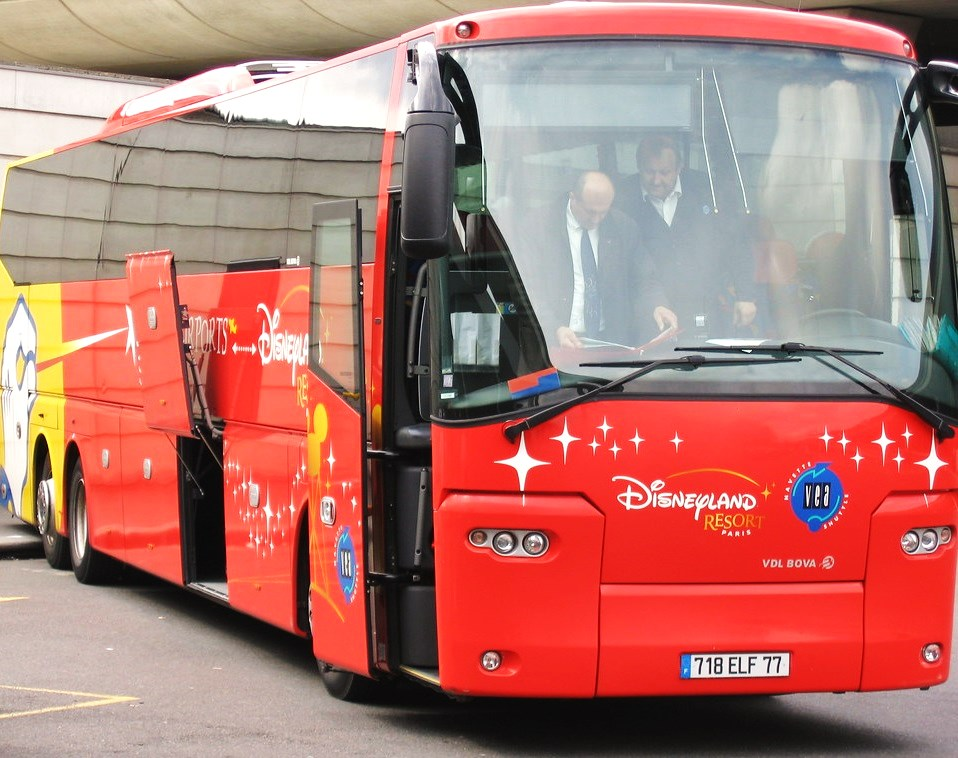
Navette de bus Disneyland : Magical Shuttle (liaison aéroport — Disneyland Paris).

L'ensemble des activités touristiques est accessible par l'autoroute A4, sortie no 14.
La gare de Marne-la-Vallée - Chessy, premier hub d’interconnexion ferroviaire en France, se trouve au cœur de cet ensemble, à proximité immédiate des parcs Disney. Celle-ci est desservie par la ligne A du RER d'Île-de-France — dont elle est le terminus —, mais aussi par la ligne à grande vitesse interconnexion Est du TGV. Cette gare dispose d'un parking payant pour automobiles géré par la SNCF et d'une gare routière. Plus au sud, se trouve une autre gare routière, accompagnée d'un parking géré par Indigo.
Les deux gares routières sont desservies par les réseaux de bus locaux dont celui de Marne-la-Vallée notamment, ainsi que les navettes Disneyland Paris, dont les « Magical Shuttle », reliant les aéroports, les hôtels Disney et les hôtels partenaires.

## Au cœur du complexe: 2 parcs, 6 hôtels, 1 zone commerciale Disney

Disney's Hotel New York — The Art of Marvel.

Disney's Newport Bay Club.

Le cœur du complexe touristique s'organise dans un cercle routier appelé « boulevard circulaire » (route départementale 344), situé au nord du domaine. À partir de l'axe autoroutier provenant de l'autoroute A4 et appelé avenue Paul Séramy, longue avenue en ligne droite, le château de la Belle au Bois Dormant apparaît en évidence. Seul le Disneyland Hôtel, situé à l'entrée du parc Disneyland, masque le bas de l'édifice.
Dans ce centre de gravité se trouvent :
- deux parcs à thèmes :
  - Parc Disneyland[note 1], un parc à thèmes de type « royaume enchanté »,
  - Parc Walt Disney Studios, un parc à thèmes sur le cinéma et l'animation ;
- un centre de divertissement : Disney Village (anciennement Festival Disney), un espace commercial et de loisirs proposant boutiques, restaurants et animations ;
- six hôtels Disney :
  - Disneyland Hotel, au thème Victorien originel, avec une décoration intérieure sur le thème de la royauté aujourd'hui[8],[9].
  - Disney Hotel New York – The Art of Marvel, sur le thème des super-héros de la franchise Marvel depuis le 21 juin 2021[10], le thème originel étant New York et les buildings de Manhattan.
  - Disney Sequoia Lodge, sur le thème des parcs nationaux américains, dont le parc national de Sequoia, avec une décoration des chambres inspirée du film Disney Bambi.
  - Disney Newport Bay Club, sur le thème des stations balnéaires de la Nouvelle-Angleterre au début du XXe siècle,
  - Disney Hotel Cheyenne, sur le thème originel des villes de l'Ouest américain et aujourd’hui, de Jessie et Woody, personnages des films Pixar Toy Story.
  - Disney Hotel Santa Fe, sur le thème originel des villes du Sud-Ouest des États-Unis, de la Route 66 et aujourd’hui des films Pixar Cars.

## Le Val d'Europe, son centre commercial

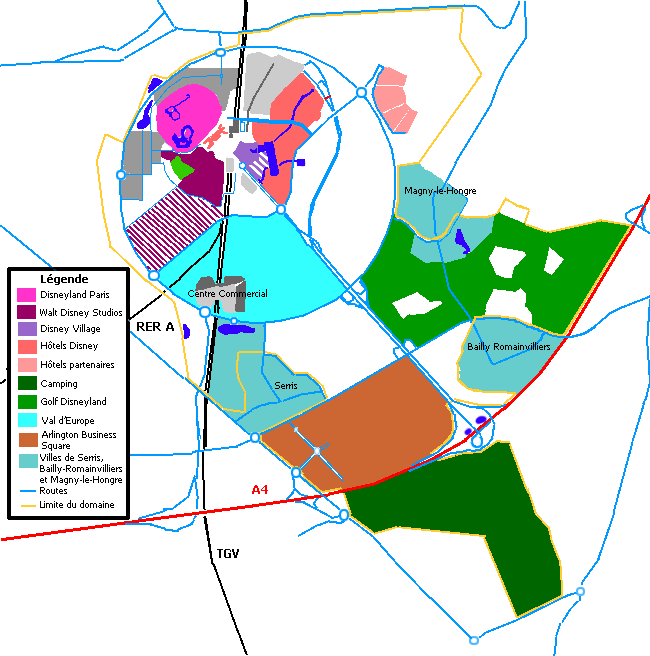
Plan schématique du complexe de Disneyland Paris.

Disneyland Paris se situe sur un domaine plus vaste, dont le développement fait l'objet d'un projet d'intérêt général et dont la superficie a évolué dans le temps partant de 19,43 km2 en 1992 jusqu'à 22,30 km2 aujourd'hui (voir Val d'Europe).
La partie Sud du boulevard circulaire est consacrée au développement d'un centre urbain nouveau. Outre les hôtels L'Élysée Val d'Europe et Adagio City Aparthotel, celui-ci comprend également les centres commerciaux Val d'Europe et La Vallée Village.
Il est desservi par la gare du RER Serris-Montévrain - Val d'Europe. L'accès au centre urbain du Val d'Europe peut également se faire par la sortie no 13b.
Avec Disney, le centre commercial Val d’Europe est le troisième site le plus fréquenté de France et le plus important pourvoyeur d’emplois dans la région. Créé en 2000, le centre commercial régional compte 185 enseignes réparties sur une surface commerciale de plus de 100 000 m² et attire chaque année plus de 16,5 millions de visiteurs.

## Navettes vers les hôtels (partenaires) et Village Nature
Les 6 hôtels partenaires sont comme cinq des sept hôtels Disney desservis par une navette gratuite :
- l'Hôtel l'Élysée Val d'Europe,
- les Starcity Apparthotels Paris Marne-la-Vallée,
- l'Adagio Marne-la-Vallée Val d'Europe,
- le B&B Hôtel Disneyland Paris,
- le Campanile Val de France,
- L'Explorers, et, à proximité, le Dream Castle et le Grand Magic Hotel du Fabulous Hotels Group.

Un navette de transport public payante dessert :
- le 7e hôtel Disney : Disney Davy Crockett Ranch, ranch équipé de bungalows de trappeur dans une forêt et d'emplacements pour camping-cars ;
- Villages Nature Paris, village de vacances du groupe Pierre & Vacances-Center Parcs, initialement développé en partenariat avec Euro Disney, sous la forme d'une coentreprise.

Le Golf Paris Val d'Europe de 27 trous, anciennement nommé golf Disneyland, appartenant à Euro Disney, et, l'hôtel Radisson Blu Hotel en son cœur ne sont plus desservis par navette.
L'offre hôtelière du Val d'Europe comprend d'autres établissements non partenaires :
- un deuxième Aparthotel Adagio, à Serris.
- un établissement Relais Spa[15],[16].
- le Marriott's Village Île-de-France[note 2].

## Historique

### 1976-1992: genèse du projet

#### 1976-1985: les débuts du projet en secret
Avec le succès du parc américain Disneyland de Californie, ouvert en 1955, la société Walt Disney Company a commencé à rechercher de nouveaux sites pour établir d'autres « royaumes enchantés ». Cela a conduit à l'ouverture du Walt Disney World Resort en Floride en 1971, puis à celle du Tokyo Disney Resort au Japon en 1983.
L'implantation d'un parc Disney en France est un projet très ancien puisque dès 1976, la firme Walt Disney Productions avait entamé des négociations avec la Datar mais ces dernières n'avaient pas abouti. En janvier 1984, lors d'un voyage aux États-Unis d'Édith Cresson, alors ministre du Commerce extérieur et du Tourisme, son chef de cabinet, Patrick Subremon, introduit par Charles de Chambrun qui fut ministre du Commerce extérieur de Charles de Gaulle, rencontre un des plus importants promoteurs immobiliers américains, qui lors d'un déjeuner dans un club privé, s'enquiert de la situation politique et sociale de la France, s'inquiétant de « la révolution permanente », des « défilés syndicaux » et de son « administration tentaculaire ».
Après la rencontre entre Patrick Subremon, Ray Watson, président de Walt Disney Productions et Frank Stanek, promoteur de Tokyo Disneyland, au 40e étage de la Bank of America, autour des lignes générales du projet de Disney en Europe, les Américains remettent aux Français, divers documents de réflexion[réf. souhaitée]. Édith Cresson, met au courant le président de la République François Mitterrand, mais le nombre de personnes ayant connaissance du projet est réduit au minimum : le secrétariat des Villes nouvelles, la banque d'affaires Lazard, pour les questions financières, et le cabinet Bourdais, pour une étude sur les emplacements[réf. souhaitée]. Le ministre de l'Intérieur, Gaston Defferre, finit aussi par être mis au courant au printemps 1984, lorsque des hélicoptères affrétés par les Américains commencent, en de nombreuses occasions, à survoler les territoires potentiels d'implantation, cette activité insolite ne passant pas inaperçue, et imagine de son côté avoir le futur parc aux portes de Marseille. Ray Watson et Ron Miller, gendre de Walt Disney, effectuent un voyage à Paris dans le cadre d'un projet de parc européen entre le 22 et le 27 mars 1984.
Parallèlement, les négociateurs français commencent, en catimini, une négociation très serrée, alors même que Michael Eisner et Frank Wells fraîchement nommés à la direction de Disney, à la suite d'une forte bataille boursière, sont intéressés par une implantation en Europe et ont commencé, fin 1984, à rediscuter sérieusement de l'idée d'un « Euro Disneyland »[réf. souhaitée]. Les chefs de la division de parc à thème de Disney, Dick Nunis et Jim Cora, leur ont alors présenté une liste de presque 1 200 endroits possibles en Europe[réf. souhaitée].

#### 1985: le choix de la France
En janvier 1985, le neveu de Walt Disney et vice-président du directoire de Disney, Roy Edward Disney, recherche un site en Europe pour accueillir le premier parc sur le continent. À cette date, aucun site n’est encore confirmé mais deux pays affirment déjà une certaine rivalité : l’Espagne et la France. La Seine-et-Marne est déjà proposée et en Espagne les villes privilégiées sont Barcelone et Alicante. Le contexte économique cette année n’est pas au beau-fixe, et l’implantation d’un parc de cette envergure apparaît comme une aubaine. L’Espagne a de son côté déjà mis en place des subventions et fait valoir l’attractivité des emplacements sur le territoire national, mais la France conserve un argument de poids : la possibilité d’implanter le futur parc près de Paris. En décembre 1985, France Inter annonce que le parc sera présent en France. C’est le journaliste Patrice Bertin qui annonce la nouvelle. Laurent Fabius, Premier ministre de l’époque, confirme la venue du géant américain, tout en rappelant que l’implantation de Walt Disney en Europe était convoitée par d’autres pays. Le parc sera construit à 30 km de Paris,,.

#### 1987-1992: un projet d'envergure
La société américaine a su habilement faire jouer la concurrence entre les sites afin d'obtenir des pouvoirs publics des concessions que d'aucuns, dont les élus locaux dont le foncier a été mis sous cloche, jugent exorbitantes. En effet, Disney décide, en accord avec l’État, de l'aménagement des cinq communes que compte alors le secteur IV de Marne-la-Vallée (Bailly-Romainvilliers, Chessy, Coupvray, Magny-le-Hongre, Serris). Un partenariat public-privé inédit a été conçu au cours de trois années de négociations entre l'État, le gestionnaire de Disneyland Paris, la RATP, le département de Seine-et-Marne, la région Île-de-France et l’établissement public d’aménagement Epafrance. Encore en vigueur aujourd'hui, elle accorde au groupe Disney des avantages considérables sur le plan foncier : 1 945 ha (un cinquième de Paris) ont été acquis par l’État et sont réservés pour Disney, qui en a aménagé la moitié en 2019. Les terrains sont viabilisés par l'établissement public EpaMarne, puis vendus à Disney, qui en est l'aménageur exclusif. La firme peut en outre les racheter à un prix extrêmement avantageux ; leur prix de 1987, pour les revendre ensuite à des promoteurs, après que la collectivité ait pris à sa charge les équipements publics et bassins d'eau pluviale. Le 12 mars 1987, Robert Fitzpatrick est nommé président d'Euro Disneyland. Mais ce n'est que le 24 mars 1987 que l'État français signe un contrat de 30 ans pour le développement du complexe d'Euro Disney Resort ; les travaux peuvent débuter. Les cinq communes du secteur s'organisent en intercommunalité, sous la forme d'un syndicat d'agglomération nouvelle.
Selon le projet final, le parc devait atteindre 1 800 hectares en l'an 2000 dont une faible partie pour le parc d'attractions proprement dit, le reste devant recevoir, des bureaux, un théâtre, des centres culturels commerciaux et sportifs. Le montant de l'investissement initial prévu était de quinze milliards de francs (soit 2,3 milliards d'euros) plus cinq milliards de francs pour les infrastructures (routes, RER, etc.). Une deuxième tranche est envisagée dès cette époque. Le chantier devrait employer près de 10 000 personnes, et à son ouverture, le parc devrait employer 23 000 personnes en permanence et 5 000 autres en temporaire. Les activités annexes et périphériques devraient à terme générer, selon les prévisions les plus optimistes des experts, la création de près de 100 000 emplois. L’État français se montre attentif au développement de ce parc durant toute sa création. Robert Fitzpatrick rencontre à plusieurs reprises des membres du cabinet du président Mitterrand à la fin des années 1980. Jacques Attali lui propose d'européaniser le parc et de souligner l'origine européenne de la majorité des personnages issus des productions de Disney dans le but d'attirer le public européen.
Le 5 décembre 1990, un espace temporaire de présentation ouvre au sud du site, l'Espace Euro Disney. Le 12 avril 1991, le site inaugure avec une conférence de presse cette dernière année de travaux avant l'ouverture. Le 2 septembre 1991, le « Casting Center » ouvre à Noisy-le-Grand afin de recruter les futurs employés.
La concurrence réagit et envisage le marché européen comme une source potentielle de bénéfices. Les autres grandes entreprises américaines de gestion de parcs de loisirs développent leur projet. Busch Entertainment Corporation est impliqué dans la réalisation d'un parc à thème dans la région de Barcelone, Six Flags Inc. envisage la réalisation de son parc à Marbella. Enfin, Universal Studios Recreation Group planche sur un site localisé soit en région parisienne ou dans les environs de Londres,,.

### Depuis 1992: ouverture et extension

Le Disneyland Hotel, servant d'entrée principale au premier parc à thèmes, le parc Disneyland.

Le complexe ouvre ses portes le 12 avril 1992. Il comprend, en plus du premier parc d'attractions, plusieurs hôtels et Festival Disney — renommé Disney Village en 1996 — ce dernier étant un complexe de commerce de détail, de restauration et de divertissement de plus de 3 hectares situé entre les parcs et les hôtels. Certaines installations de Disney Village sont exploitées par des tiers qui paient un loyer à Disneyland Paris. Dans l'optimisme, l'ouverture d'un deuxième parc dès 1995 est annoncée, Disney-MGM Studios Europe.

#### 1993-2002: un dur retour à la réalité financière
Mais le montage financier qui est à l'origine du complexe se révèle très vite des plus fragiles. De plus, le complexe apparaît peu adapté aux attentes de la clientèle européenne : des tarifs trop élevés, un nombre d'hôtels trop important pour des Européens non habitués à séjourner dans un parc de loisir, et des visiteurs qui consomment moins que prévu. Tout cela est à l'origine des pertes financière colossales d'Euro Disney à ses débuts.
Dès juin 1993, Euro Disney freine ses projets et annonce la suspension des développements envisagés. Le 8 juin 1994, une assemblée générale extraordinaire des actionnaires donne son feu vert à une restructuration financière.
Pour faire face à une dette de près de 3 milliards d'euros, la maison mère accepte de renoncer à percevoir ses redevances de licence jusqu'en 1998. Les banques acceptent un abandon d'intérêts et la dette est rééchelonnée. Le capital est augmenté de 882 millions d'euros et un investisseur saoudien rentre au capital (pour 10 %).
Les politiques tarifaires sont, par la suite, revues. Le président français François Mitterrand et le président américain George H. W. Bush se rendent en 1994 à Euro Disney (ce dernier accompagné de ses petits-enfants). Le complexe est renommé Disneyland Paris le 1er octobre 1994. L'astronaute Buzz Aldrin inaugure, le 31 mai 1995, l'attraction Space Mountain : De la Terre à la Lune,. La même année, le chanteur Michael Jackson fait privatiser le parc pendant une nuit et appose son autographe sous le piano de la suite présidentielle.
Les investissements reprennent de l'envergure avec, le 29 septembre 1999, l'annonce de la construction d'un deuxième parc dont l'ouverture est prévue pour le printemps 2002.

#### 2002-2007: difficile ouverture d'un deuxième parc

Un logo de la période 2002-2009.

Le 1er janvier 2002, en prévision de l'ouverture du second parc, le complexe se rebaptise « Disneyland Resort Paris ». Le premier parc à thème est renommé « Disneyland Park ».
Le 16 mars 2002, le resort s'enrichit d'un deuxième parc à thèmes, le parc Walt Disney Studios. Situé au sud du premier parc, le long de la ligne de RER, ce parc comporte, à son ouverture, 10 attractions, dont une majorité de spectacles. Il vise la visite et la découverte des coulisses du cinéma, des dessins-animés et de la télévision. De nouvelles attractions seront régulièrement ajoutées au Parc Walt Disney Studios, dont plus récemment le nouveau land Marvel Avengers Campus.
Les objectifs de fréquentation, à la suite de cette extension du complexe, ne sont pas atteints et l'entreprise traverse de nouvelles difficultés financières. Dès l’été 2003, Euro Disney annonce, pour la première fois depuis 1994, ne pas pouvoir tenir ses engagements financiers. Du 9 juin 2004 au 23 février 2005, une restructuration du capital et de la dette est négociée. Le capital est augmenté de 250 millions dont une partie affectée au financement de nouvelles attractions.
Afin de renforcer son attractivité, depuis 2007, le parc Walt Disney Studios subit de profonds changements. La zone dénommée Animation Courtyard a laissé place à Toon Studio, avec l'ajout des attractions Crush's Coaster et Cars Quatre Roues Rallye. L'arrivée, fin 2007, de la Tower of Terror a permis la création d'un Hollywood Boulevard, embryon de futures extensions.

#### 2007-2015: retour à la croissance avec le15eanniversaire
Le 12 février 2007, Pierre & Vacances et Euro Disney S.C.A. annoncent la création d'une filiale commune pour le projet de Villages Nature. C'est un projet d'un milliard d'euros (annoncé dès 2003) qui comprend 7 000 appartements répartis dans quatre villages thématiques. Ces villages seront situés à cheval sur les terrains de Disneyland Paris et des communes de Bailly-Romainvilliers, Coutevroult et Villeneuve-le-Comte. Huit mois plus tard, le 12 novembre 2007, la presse indique que la décision de création par les deux groupes d'un « Villages nature » est imminente. En 2007, le chiffre d'affaires s'établissait à 1,22 milliard d'euros, avec une hausse de 12 %.
Le 9 mai 2009, la SNCF annonce un partenariat avec Disneyland Paris pour l'animation des espaces familiaux au sein des TGV. Le 20 mai 2009, Disney annonce avoir ouvert sa billetterie aux agences Selectour en avant-première : l'offre, baptisée Pluto2, permet d'offrir par l'intermédiaire d'agences de voyages une gamme plus étendue de billets pour les différents éléments du complexe. Elle doit être étendue à d'autres agences à partir du 1er juin. Le 20 mai 2009, dans le rapport annuel d'Euro Disney SCA, le responsable du service médical du complexe évoque une dégradation de la santé des employés. Le Monde rapporte en avril 2010 que « la médecine du travail a recensé 1 500 accidents du travail sur un an pour 15 000 salariés ».
Le 13 juin 2010, Disneyland Paris renouvelle son partenariat avec la SNCF pour proposer des espaces familiaux dans les TGV durant les vacances estivales. Le 17 août 2010, une nouvelle section nommée Toy Story Playland, inspirée des films Toy Story a été inaugurée avec trois attractions et une boutique.Le 13 septembre 2010, Euro Disney SCA et l'État français signent un avenant à la convention qui la prolonge jusqu'en 2030 au lieu de 2017 et agrandit le complexe qui passe de 1 945 ha à 2 230 ha. Cet avenant officialise le projet de Villages Nature, 7 000 logements à vocation touristique développés par le groupe Pierre & Vacances sur 520 hectares, pour un investissement de 1,8 milliard d'euros ; ainsi que la construction de 10 000 logements permanents dans le cadre du développement urbain de Val d'Europe. Dans le cadre du dernier avenant à la Convention, un troisième parc à thèmes pourrait voir le jour sur le site d’ici 2036 mais cela n’est pour l’instant pas d’actualité.
Le 11 janvier 2011, Walt Disney Company EMEA signe un contrat avec MasterCard de six ans et couvrant l'Europe pour des promotions sur Disneyland Paris, dans les Disney Store et les films.
Le 19 avril 2012, le groupe Algonquin achète à Thomas Cook l'hôtel Explorers et le rénove. Le 2 août 2012, la ville belge de Dinant annonce qu'elle va se jumeler avec le complexe de Disneyland Paris le 15 août 2012,,,. Le 18 septembre 2012, Euro Disney S.C.A. annonce que The Walt Disney Company lui accorde un crédit de 1,332 milliards d'euros pour aider à refinancer sa dette. Cette opération permet d'alléger la pression financière d'Euro Disney SCA, et lui offre une plus grande flexibilité de développements sur l'ensemble des infrastructures existantes et futures du complexe Disneyland Paris,. Cette même année, Disneyland fête ses 20 ans et prolonge cet anniversaire jusqu'en septembre 2013. Cette célébration est d'ailleurs un succès, puisqu'elle attire 16 millions de visiteurs en 2012.
Le 30 octobre 2012, The Walt Disney Company annonce le rachat de la société de production Lucasfilm,. Disney produit alors les suites de la saga Star Wars. Le premier film produit par Disney, Star Wars, épisode VII : Le Réveil de la Force, sorti fin 2015, bénéficie d'attractions et de spectacles dans les parcs Disney. Le projet d'attractions sera basé uniquement autour de la troisième trilogie et des spin-offs produits par Disney, et non des deux trilogies précédentes.
Le 3 juin 2013, un prince saoudien, Prince Fahad al Saud, prévoit de dépenser 15 millions d'euros pour trois jours dans les parcs de Disneyland Paris avec ses 60 invités ce qui comprend des événements spéciaux dont des personnages encore jamais apparus. Le 4 juin 2013, B&B Hotels annonce la construction d'un cinquième hôtel conseillé avec ouverture prévue en 2015.
Le 10 juillet 2014, l'attraction Ratatouille : L'Aventure totalement toquée de Rémy ouvre ses portes, accompagnée d’un restaurant et d’une boutique. Le 12 septembre 2014, Disney annonce un projet de nouvelles attractions Star Wars à Disneyland Paris.

#### 2015-2017: transformation du25eanniversaire
Dès 2015, Euro Disney annonce de grandes rénovations lors des années 2015, 2016 et 2017 pour préparer le 25e anniversaire du complexe,,.
La Themed Entertainment Association considère le resort Disneyland Paris comme le premier complexe de loisirs européen en 2016 affichant un total de 13,37 millions de visiteurs. Disposant de deux parcs de loisirs et de 5 800 chambres, il est suivi par Europa-Park avec 5,6 millions de visiteurs et 953 chambres. Le complexe espagnol PortAventura World ferme le trio de tête en Europe. Il dispose de deux parcs de loisirs et d'un troisième alors en construction ainsi que de 2 100 chambres.
Le 26 mars 2017, l'ouverture de Star Tours: The Adventures Continue — nouvelle version de Star Tours — marque le début du 25e anniversaire,. Le 31 mars 2017, des forums relatent des projets d'attractions Marvel au parc Walt Disney Studios ainsi que les rénovations du Disneyland Hotel et du Disney's Hotel New York lors des dix prochaines années. Le 14 mai 2017, pour célébrer le 25e anniversaire, le parc accueille des acteurs de Pirates des Caraïbes : La Vengeance de Salazar, pour l'avant-première européenne du film.

#### 2017-2022: agrandissement de Walt Disney Studios et avenant sur un éventuel3eparc
En 2017, le média anglais Daily Express annonce que Disney prévoit l’investissement de 2,1 milliards d’euros dans les infrastructures de Disneyland Paris au cours de la prochaine décennie. Cet investissement serait dédié, entre autres, à la rénovation de deux hôtels, d’attractions existantes, ainsi qu’une nouvelle attraction prévue pour 2024,,.
Le 27 février 2018, Robert Iger en visite à l'Élysée rencontre Emmanuel Macron et annonce alors un investissement de 2 milliards d'euros dont le doublement de la superficie du parc Walt Disney Studios avec la construction de trois zones entre 2021 et 2025 sur les thèmes de La Reine des neiges, Star Wars et Marvel, organisées autour d'un lac,.
Le 7 janvier 2019, le Disney's Hotel New York ferme ses portes pour une rénovation sur le thème de Marvel avec une réouverture prévue pour 2021, premièrement prévue pour 2020. Le 9 janvier 2019, Disneyland Paris avance le concert Disney Loves Jazz prévu en septembre 2019 au 15 juin 2019, concert similaire aux disques Jazz Loves Disney dans le cadre de la franchise de We Love Disney. Le 1er février 2019, Disneyland Paris annonce la première parade des fiertés officielle au sein d'un parc Disney pour le 1er juin 2019. Le 4 avril 2019, Disneyland Paris publie ses résultats financiers dont l'élément notable est la hausse des revenus pour les hôtels et le Disney Village de 10,6 % à près de 500 millions de dollars (442,3 millions d'euros).
Le 7 février 2020, un nouvel avenant est inclus à la convention de 1987 pour la création et l'exploitation d'Euro Disneyland. Il a pour but d'allonger le délai pour la Walt Disney Company durant lequel cette dernière peut prendre la décision de créer un troisième parc à thèmes. La société avait jusqu'alors comme échéance 2026 pour se prononcer au sujet de ce potentiel troisième parc. Ce délai dépassé, les terrains concernés auraient pu être revendus. Ce nouvel avenant permet de prolonger cette période jusqu'en 2036. Celui-ci précise également que cette date buttoir peut être reportée par la signature d'un autre avenant « jusqu'à la date à laquelle un seuil d'au moins 22 millions de visiteurs annuels aura été atteint par les deux parcs existants […], la réalisation de cette troisième attraction majeure devra être prévue dans un programme détaillé signé au plus tard le 23 mars 2040 »,,. Entre 2006 et 2018, les deux parcs affichent une fréquentation annuelle oscillant entre 12,8 et 16 millions,.
Selon The Walt Disney Company, environ la moitié des 2 230 ha (5 510 acres) sont occupés en 2019, incluant le projet de communauté Val d'Europe et la destination d'écotourisme Villages Nature. Val d’Europe est une communauté planifiée près de Disneyland Paris qui se développe en plusieurs phases. Val d’Europe comprend en 2020 une gare régionale, des hôtels et un centre-ville comprenant un centre commercial ainsi que des bureaux, des espaces commerciaux et résidentiels. Des tiers exploitent ces développements sur des terrains loués ou achetés à Disneyland Paris.
En 2017, The Walt Disney Company acquiert 97,08 % du capital d’Euro Disney S.C.A., retirant ainsi la société de la Bourse de Paris. Cette opération marque le retour de Disneyland Paris sous contrôle intégral de Disney, ouvrant la voie à une nouvelle phase de développement.
En 2018, un plan d’investissement de deux milliards d’euros est annoncé, incluant l’extension du parc Walt Disney Studios avec trois nouvelles zones thématiques inspirées des univers de Marvel, La Reine des neiges et Star Wars. Ce projet constitue l’un des plus importants investissements depuis l’ouverture du complexe.

#### 2022:30eanniversaire
En 2022, Disneyland Paris fête ses trente ans d’existence à Val d'Europe.
Les travaux concernant le plan d’expansion, qui ont débuté en 2019, pour le parc Walt Disney Studios, et dont l’investissement prévu est de deux milliards d’euros, intègrent les univers Marvel, Star Wars et La Reine des Neiges. Au cours de l’été 2022, et pour l’occasion des 30 années du parc en France, Disneyland Paris inaugure le Marvel Avengers Campus, une zone dédiée aux super-héros de l'univers Marvel. L'actrice qui interprète Captain Marvel, Brie Larson, est présente lors de l'inauguration,. Le Marvel Avengers Campus propose deux attractions, une boutique, trois restaurants, plusieurs food trucks et un point de rencontre avec les Super-héros Marvel.
Toujours dans le cadre du 30e anniversaire, et ce depuis le lancement des célébrations le 6 mars 2022, Disneyland Paris propose chaque soir un spectacle de drones intitulé Disney D-Light en partenariat avec l'entreprise bordelaise Dronisos. Il s'agit d'un spectacle visuel réalisé à l'aide de 200 drones,.

#### 2023: mouvement social
Un mouvement social agite le parc au printemps 2023 avec des grèves et des manifestations au sein même du site,. Près d'un millier d'employés ont demandé une augmentation salariale et une amélioration de leurs conditions de travail. Cette grève a perturbé le déroulement de plusieurs spectacles et de la parade.
Les revendications des salariés comprennent une hausse salariale de 200 euros, le doublement du salaire du dimanche, une revalorisation des indemnités kilométriques et la fin des horaires adaptés. Cette mobilisation a été soutenue par plusieurs syndicats, dont la CGT, l'Unsa et la CNT-SO. Malgré les propositions de la direction, qui incluent une prime de 125 euros, la monétisation des jours de repos et des heures supplémentaires, ainsi que la mensualisation d'une partie du 13e mois, les salariés se mobilisent à nouveau le 3 juin dans un climat social tendu, la direction ayant fait appel à 150 agents de sécurité d'une entreprise privée qui intimident des salariés,.

#### 2024: modifications et élargissement du parc Walt Disney Studios
Le 12 avril 2024, à l'occasion du 32e anniversaire du complexe et à l'approche de l'ouverture du land World of Frozen, Disneyland Paris officialise le nouveau nom du parc Walt Disney Studios qui deviendra le Disney Adventure World. En août 2024, à l'occasion de la convention D23, la destination annonce la construction prochaine d'une zone basée sur le film Le Roi lion, au sein du parc Disney Adventure World, en lieu et place du land Star Wars, initialement prévue à l'origine du projet d'extension. Ce projet colossal financé par la maison mère, The Walt Disney Company, représente un investissement de deux milliards d’euros. À terme, le parc devrait presque doubler sa superficie, avec de nouveaux restaurants, attractions et spectacles.
2025 : nouveau spectacle nocturne
Le 10 janvier 2025, le nouveau  spectacle nocturne Disney tales of magic fut joué pour la première fois, contenant drones, effet pyrotechnique, fontaines, laser, projection immersive sur Main Street, USA et sur le Château de la belle au bois dormant.

### Délégués interministériels
En 1987, le gouvernement français institue un délégué interministériel au projet Euro Disneyland en France. Ces délégués ont été successivement :
| Nom                    | Fonction                                      | Décret de nomination | Décret de nomination |
| ---------------------- | --------------------------------------------- | -------------------- | -------------------- |
| Christian Cardon       | Conseiller référendaire à la Cour de Comptes  | 5 juin 1987          | [ b ]                |
| Claude Villain         | Inspecteur général des finances               | 14 octobre 1993      | [ c ]                |
| Bertrand Schneiter (d) | Inspecteur général des finances               | 9 septembre 2004     | [ d ]                |
| Daniel Canepa          | Préfet de Paris et de la région Île-de-France | 1er octobre 2009     | [ e ]                |
| Jean Daubigny          | Préfet de Paris et de la région Île-de-France | 24 avril 2013        | [ f ]                |
| Jean-François Carenco  | Préfet de Paris et de la région Île-de-France | 10 septembre 2015    | [ g ]                |
| Michel Cadot           | Préfet de Paris et de la région Île-de-France | 15 novembre 2017     | [ h ]                |
| Marc Guillaume         | Préfet de Paris et de la région Île-de-France | 1er septembre 2021   | [ i ]                |

## Analyse économique et touristique

### Données opérationnelles
Disneyland Paris est la première destination touristique payante française et européenne. Quarante millions de touristes sont comptabilisés chaque année pour la région dans sa globalité (et non uniquement Disneyland Paris).
| Période                           | Parc Disneyland (1992)     | Walt Disney Studios (2002)  | Disneyland Paris (total) |
| --------------------------------- | -------------------------- | --------------------------- | ------------------------ |
| Exercice fiscal 1991-92,          | 6,80                       | -                           | 6,80                     |
| Exercice 1992-93,                 | 9,80 (4)                   | -                           | 9,80                     |
| Exercice 1993-94,                 | 8,80 (5)                   | -                           | 8,80                     |
| Exercice 1994-95,                 | 10,70 (4)                  | -                           | 10,70                    |
| Exercice 1995-96,                 | 11,70 (4)                  | -                           | 11,70                    |
| Exercice 1996-97,                 | 12,60 (4)                  | -                           | 12,60                    |
| Exercice 1997-98,                 | 12,50 (4)                  | -                           | 12,50                    |
| Exercice 1998-99,                 | 12,50 (4)                  | -                           | 12,50                    |
| Exercice 1999-00,                 | 12,00 (4)                  | -                           | 12,00                    |
| Exercice 2000-01,                 | 12,20 (4)                  | -                           | 12,20                    |
| Exercice 2001-02                  | 10,30 (5)[réf. nécessaire] | 2,20 (>25)                  | 13,10,                   |
| Exercice 2002-03[réf. nécessaire] | 10,20 (5)[réf. nécessaire] | 2,20 (>25)[réf. nécessaire] | 12,4,                    |
| Exercice 2003-04                  | 10,20 (5)[réf. nécessaire] | 2,20 (>25)[réf. nécessaire] | 12,40,                   |
| 2005                              | 10,20 (5)                  | 2,10 (>25)                  | 12,30                    |
| 2006                              | 10,60 (5)                  | 2,20 (>25)                  | 12,80                    |
| 2007                              | 12,00 (5)                  | 2,50 (>25)                  | 14,50                    |
| 2008                              | 12,688 (4)                 | 2,612 (>25)                 | 15,30                    |
| 2009                              | 12,74 (4)                  | 2,655 (>25)                 | 15,395                   |
| 2010                              | 10,50 (6)                  | 4,50 (19)                   | 15,00                    |
| 2011                              | 10,99 (5)                  | 4,71 (20)                   | 15,70                    |
| 2012                              | 11,20 (6)                  | 4,80 (21)                   | 16,00                    |
| 2013                              | 10,43 (6)                  | 4,47 (21)                   | 14,90                    |
| 2014                              | 9,94 (9)                   | 4,26 (25)                   | 14,20                    |
| 2015                              | 10,36 (9)                  | 4,44 (>25)                  | 14,80                    |
| 2016                              | 8,40 (13)                  | 4,97 (22)                   | 13,37                    |
| 2017                              | 9,66 (12)                  | 5,20 (22)                   | 14,86                    |
| 2018                              | 9,843 (13)                 | 5,298 (23)                  | 15,141                   |
| 2019                              | 9,745 (14)                 | 5,245 (23)                  | 14,990                   |
| 2020                              | 2,620 (14)                 | 1,410 (23)                  | 4,030                    |
| 2021                              | 3,500 (14)                 | 1,884 (23)                  | 5,384                    |
| 2022                              | 9,930 (14)                 | 5,340 (23)                  | 15,270                   |
| 2023                              | 10,400 (9)                 | 5,700 (20)                  | 16,100                   |

Le graphique qui aurait dû être présenté ici ne peut pas être affiché car il utilise l'ancienne extension Graph, désactivée pour des questions de sécurité. Des indications pour créer un nouveau graphique avec la nouvelle extension Chart sont disponibles ici.

### Une aventure difficile et critiquée
Le parc a connu des débuts difficiles, avec une fréquentation qui n'était pas à la hauteur des espérances de la Walt Disney Company. Les analystes pointent des facteurs extérieurs : la guerre du Golfe et la météo en 1992, le 11 septembre, le SRAS et la crise économique en 2002. Au fil des années, malgré un lent redressement de l'affluence, les dettes importantes accumulées par le groupe font même craindre pour la pérennité du parc. Cependant, la solidité financière de la maison mère parvient à convaincre les banques de donner leur appui en 2004. Le site a accueilli 15,4 millions de visiteurs en 2009.
Parmi les critiques les plus violentes, le parc a notamment été qualifié par Ariane Mnouchkine de « Tchernobyl culturel ». Il s'agit de l'expression extrême d'une critique multiforme qui a été exprimée et relayée par différents essayistes et philosophes comme Umberto Eco, Jean Baudrillard ou Denis Lacorne. Pour Marc Augé, « Disneyland, c'est le monde d'aujourd'hui, dans ce qu'il a de pire et de meilleur : l'expérience du vide et de la liberté »,.
Côté public, l'Union fédérale des consommateurs - Que choisir, à partir d'une enquête satisfaction « parc de loisirs » lancée auprès de ses lecteurs début 2008, a publié un taux de satisfaction global de 78,3 %, ce qui place le complexe Disney en sixième position derrière, entre autres, le Parc Astérix et le Futuroscope. D'après cette étude, les points faibles (moins de 70 % de satisfaits) du complexe sont le parking payant, l'attente, la restauration, les boutiques (choix et prix) et le rapport qualité/prix, soit cinq points sur les quatorze comparés.

### Fermetures des parcs
Le complexe Disneyland Paris est ouvert toute l'année. Il est donc rare pour ce dernier de prendre des mesures de fermeture. En 33 ans d'existence, le complexe a fermé ses parcs à quatre reprises :
- le 26 décembre 1999[148], le parc à thèmes est fermé à la suite de la tempête Lothar qui a dévasté la région Île-de-France et la partie nord du pays ;
- à la suite des attentats du 13 novembre 2015 en France, les deux parcs restent fermés du samedi 14 novembre[149],[150] au mardi 17 novembre inclus[151] ;
- la pandémie de Covid-19 et les confinements instaurés en France en 2020 et 2021 entraînent plusieurs fermetures de longue durée :
  - à partir du 14 mars 2020[152], les parcs de Disneyland Paris restent fermés à la demande de sa maison-mère[153]. Les établissements du Disney Village restent fermés à partir du 15 mars[154] ; les hôtels ferment après le départ des derniers clients. L'ensemble du complexe reste fermé jusqu'au 14 juillet 2020 inclus[155]. (122 jours),
  - les parcs à thèmes ferment à nouveau à partir du 29 octobre 2020 au soir, à la suite des mesures prises par les autorités liées à la seconde vague de la pandémie. Plusieurs dates de réouverture sont annoncées avant d'être tour à tour reportées[156],[157],[158],[159]. Après avoir été annoncée en mai, l'ouverture a lieu le 17 juin 2021[160],[161]. Il s'agit de la plus longue fermeture qu'ait connu le complexe depuis son ouverture (230 jours).

### Un symbole ambigu
La création du parc en 1992 — et son annonce quelques années plus tôt — avait suscité beaucoup d'espérances dans une France touchée par le chômage. Mais peu à peu, il est devenu le symbole, pour l'opinion publique, du management à l'américaine, étant souvent assimilé aux conditions de travail difficiles, à la précarité, aux faibles salaires et à un dialogue social qui laisserait à désirer. En 1998, le parc a d'ailleurs connu une de ses premières grèves d'importance. Le resort reste néanmoins depuis son ouverture la première destination touristique d'Europe et avoisine les quinze millions de visites par an. Un numéro de la série documentaire Invisibles — saison 1, épisode 2 — Micro-travailler plus pour micro-gagner moins, de Henri Poulain (2020), France.tv Slash aborde ce sujet.

### Critiques sur les termes de l'accord et impact économique
Parmi les principales critiques, à l'ouverture, sur les termes de l'accord entre l'État français et Disney, on peut citer :

#### Le coût pour l'État et collectivités locales
Il s'est élevé à :
- 1,5 milliard de francs pour les infrastructures routières et ferroviaires[164].
- un milliard de francs de subvention indirecte sous forme de baisse sur le taux du prêt consenti par la Caisse des dépôts et consignations.

Cependant, ces subventions à l'implantation ont été amorties en quelques années seulement grâce aux rentrées de TVA que le parc d'attractions a générées, notamment du fait de visiteurs étrangers.
En 30 ans, Disneyland Paris a généré 84.5 milliards d'euros de valeur ajoutée à l'économie française. Pour chaque euros investi par l’État, l'économie française a récupéré — indirectement — 100 euros.
Depuis sa création, Disneyland Paris a investi 9,1 milliards d'euros.

#### La remise en cause du droit public
Un statut juridique particulier a été accordé au parc : la convention liant la France à Disney prévoit que, en cas de litige entre les parties, les tribunaux administratifs ne seront pas compétents. Les Américains estimaient que le Conseil d'État étant une structure étatique, il ne pourrait pas être indépendant et serait à la fois juge et partie. Il a donc été convenu que, dans ce cas, une procédure d'arbitrage international serait mise en place. Cette clause compromissoire a dû faire l’objet d’une autorisation législative.

### Impact régional
Val d’Europe Agglomération et Real Estate Development by Euro Disney mettent en place la marque de territoire “ Val d’Europe Fields of Opportunities ” (en français : “ Val d’Europe champs d’opportunités ”), qui a pour objectif, entre autres, d’attirer les entreprises de toutes envergures.
Cette marque de territoire s’inscrit dans le partenariat public privé qui existe entre les deux entités depuis la signature de la Convention de 1987 [AC]. En 2022, Disneyland Paris reste le principal employeur de Seine-et-Marne.
En 2011, le parc générait 55 643 emplois directs et indirects sur le territoire national. En 2022, selon Damien Audric, directeur de l’aménagement et de l’Environnement Disneyland Paris générerait 63 000 emplois.
Les touristes qui visitent Disneyland Paris génèrent 6 % des recettes touristiques en France et 17 % du chiffre d'affaires en Ile-de-France,.

### Gestion écologique
En 2022, le parc d'attractions annonce que 82 000 panneaux solaires seront installés au total et généreront une puissance de 36 GWh d’électricité par an. Le système couvrira 17 % des besoins en électricité du parc touristique et compte déjà 46 000 panneaux photovoltaïques,,. Une première tranche de 46 000 capteurs est mise en service en avril 2022. À terme, en 2023, ce sont 82 000 panneaux solaires qui seront installés sur 20 hectares, pour une production annuelle de 36 GWh, soit 17 % des besoins en électricité du complexe touristique.
Disneyland Paris a mis en place un programme d’optimisation de la gestion de l’eau. Depuis août 2013, le parc dispose de sa propre station d’épuration, lui permettant de produire 2 100 m3 d'eau par jour à partir de ses eaux usées. Le traitement “sur place” permet une gestion écologique et économique. Seul parc à thème en Europe à disposer de ce genre d’installation, Disneyland Paris a économisé, depuis la mise en place du dispositif, plus de 2 millions de mètres cubes d’eau potable.

### Mécénat et engagements
Depuis l’ouverture du parc en 1992, Disneyland Paris est partenaire de l’opération Pièces jaunes. Le parc organise par ailleurs des visites pour les enfants hospitalisés,.

## Condamnations
Le 20 juin 2024 la DGCCRF de Seine-et-Marne a condamné le parc Disneyland Paris à une amende de 400 000 euros pour l'application de quotas restreignant l'accès au parc des détenteurs de pass illimités annuels.